# Club MTV
Club MTV — музыкальный телеканал посвящённый клубной и танцевальной музыке. Канал из Великобритании вещает в Европе в спутниковых и кабельных сетях. Канал доступен в Великобритании, Ирландии, Германии, Швейцарии, Норвегии, Румынии, России (до 2021 года) и в других странах Европы. До 1 июня 2020 года канал назывался MTV Dance.

## История
С 7 марта 2008 года в некоторых странах Европы MTV Dance заменил канал MTV Base.
С 29 мая 2014 года в России и СНГ транслируется общеевропейская версия канала. Ранее до этого момента транслировалась Британская версия. Общеевропейская версия отличается от британской отсутствием местной рекламы, промороликов и большинства телепередач.
23 мая 2018 года канал в Великобритании MTV Dance сменил название на Club MTV.
1 июня 2020 года вслед за Великобританией название на Club MTV поменяла и европейская версия.
20 июля 2020 года канал прекратил вещание в Великобритании и Ирландии.
1 июля 2021 года канал прекратил вещание в России и СНГ (кроме Украины).
14 апреля 2025 года канал возобновил вещание в Великобритании и Ирландии. На сей раз был заменил канал MTV Hits в Великобритании и Ирландии.

## Программы
- Non-Stop Bangerz!
- Big Tunes!
- Reload! Club Classics
- Ultimate Urban Beats
- Club Caliente!
- Friday Club Feels
- Big Weekend Tunes!